# Funkcja przedziałami liniowa

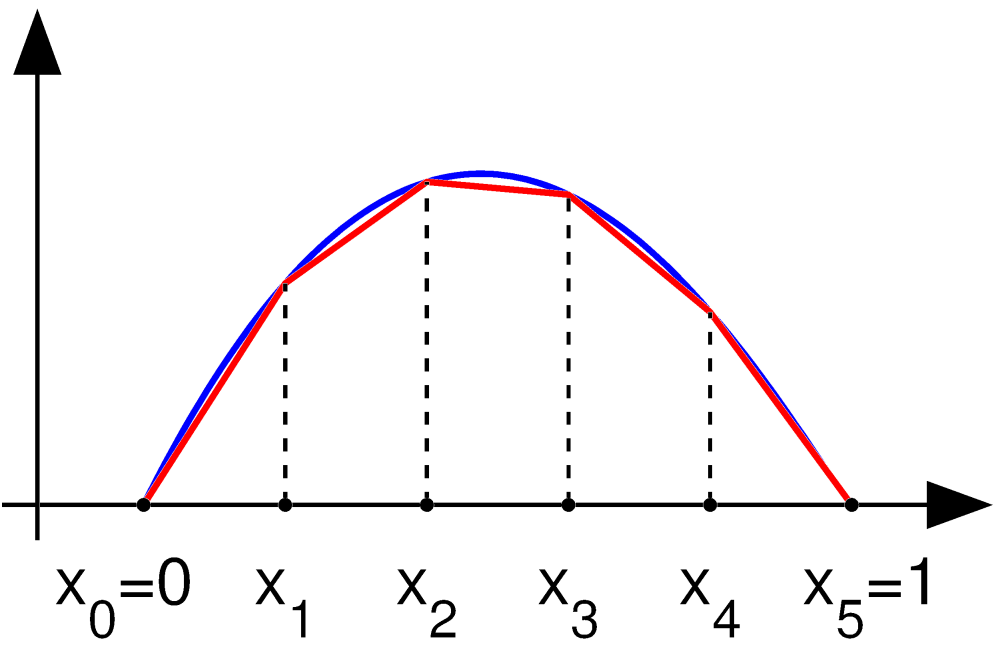
Wykres funkcji (niebieski) i jej aproksymacji przedziałami liniowej (czerwony).

Funkcja obszarami liniowa w dziedzinie dwuwymiarowej (góra) i wypukłe wielokąty na których jest liniowa (dół).

Funkcja przedziałami liniowa – funkcja zmiennej rzeczywistej, której dziedzina daje się rozbić na sumę rozłącznych przedziałów w ten sposób, że w każdym z nich funkcja jest liniowa.